# Ebba Forsberg
Ebba Maria Knigge Forsberg, född 31 juli 1964 i Stockholm, är en svensk sångare och skådespelare.

## Biografi
Forsberg har varit medlem i Traste Lindéns kvintett och sjungit tillsammans med många svenska artister och band, däribland Ulf Lundell, Eldkvarn och Imperiet. Forsberg solodebuterade 1997 med albumet Been There och har gett ut sex album. Hon har även skrivit filmmusik.
Hon debuterade som skådespelare 2001 i TV-serien Anderssons älskarinna, regisserad av Björn Runge, där hon spelade titelrollen. 2003 medverkade hon i miniserien Talismanen.
Ebba Forsberg är dotter till Lars Lennart Forsberg och syster till Agnes Lidbeck samt Kajsa Ribbing, som skrev musiktexter till Ebba Forsbergs två första soloalbum. Ebba Forsberg har två barn..

## Produktioner

### Diskografi
- 1997 – Been There
- 2001 – True Love
- 2006 – Ebba Forsberg
- 2007 – Dylan på svenska  (tillsammans med Mikael Wiehe)
- 2009 – Ta min vals – Ebba Forsberg sjunger Leonard Cohen (i översättning till svenska av Mikael Wiehe)
- 2011 – Falling Folding Flipping Feeling
- 2015 – Om jag lämnar dig – Ebba Forsberg sjunger Tom Waits (i översättning till svenska av Mikael Wiehe)
- 2017 – Take My Waltz (Leonard Cohen-sånger på engelska)

### Filmmusik
- 1987 – God jul Mattias
- 2005 – Mun mot mun
- 2011 – Happy End

### Filmografi
- 2001 – Anderssons älskarinna (TV-serie)
- 2003 – Talismanen (TV-serie)